# Ashburnham (Massachusetts)
Ashburnham es un pueblo ubicado en el condado de Worcester en el estado estadounidense de Massachusetts. En el Censo de 2010 tenía una población de 6.081 habitantes y una densidad poblacional de 57,31 personas por km².

## Geografía
Según la Oficina del Censo de los Estados Unidos, Ashburnham tiene una superficie total de 106.11 km², de la cual 99.38 km² corresponden a tierra firme y (6.34%) 6.73 km² es agua.

## Demografía
Según el censo de 2010, había 6.081 personas residiendo en Ashburnham. La densidad de población era de 57,31 hab./km². De los 6.081 habitantes, Ashburnham estaba compuesto por el 95.53% blancos, el 0.97% eran afroamericanos, el 0.13% eran amerindios, el 1.17% eran asiáticos, el 0.03% eran isleños del Pacífico, el 0.62% eran de otras razas y el 1.55% pertenecían a dos o más razas. Del total de la población el 2.55% eran hispanos o latinos de cualquier raza.